# 泰安市英雄山中学
泰安市英雄山中学简称泰安英中或英中，为山东省泰安市岱岳区一所公立完全中学。
该校始建于1982年，1987年，学校被划为“泰安市郊区重点高级中学”。